# Salina (New York)
Salina város az USA New York államában, Onondaga megyében. Lakosainak száma 33 223 fő (2020. április 1.).

## Népesség
A település népességének változása:

| 2010 | 33 710 |
| 2020 | 33 223 |